# 猜疑
| ウィキペディアには「猜疑」という見出しの百科事典記事はありません（タイトルに「猜疑」を含むページの一覧/「猜疑」で始まるページの一覧）。 代わりにウィクショナリーのページ「猜疑」が役に立つかもしれません。 |